# 王小元
王小元，教授，主要从事微生物细胞膜和细胞壁中分子结构和功能方面的研究工作。入选中华人民共和国教育部第八批"长江学者"特聘教授，曾就读于山西师范大学化学系。